# Erroll Garner
Pour les articles homonymes, voir Garner.
Erroll Louis Garner, né le 15 juin 1921 à Pittsburgh et mort le 2 janvier 1977 à Los Angeles, est un pianiste de jazz américain, dont le style mélodique et rythmique typique lui valut une grande popularité, ainsi que l'admiration de ses maîtres.

## Biographie
Né à Pittsburgh, en Pennsylvanie, le 15 juin 1921, Erroll commence à jouer du piano à l'âge de trois ans. Autodidacte, il joue tout d'abord dans l'ombre de son frère Linton, lui aussi pianiste, puis il débarque à New York en 1944, où il enregistre son premier disque, sur lequel on trouve notamment Boogie woogie boogie, un Boogie-woogie plutôt original (en mineur, avec une grille harmonique inhabituellement riche). Il travaille un temps avec le bassiste Slam Stewart — il se sert du morceau Play Fiddle Play pour composer son fameux Play Piano Play —, ainsi que son trio habituel : Eddie Calhoun, son ami d'enfance contrebassiste, et le batteur Fats Heard.
Il enregistre en février 1947 un disque avec Charlie Parker, sur lequel il adapte son style au bebop, abandonnant la main gauche qui marque tous les temps.
Son premier grand succès est son interprétation de Laura enregistrée en janvier 1951. Il s'écoule plus d'un-demi million d'exemplaires de ce disque.
Erroll Garner est un pianiste autodidacte qui prétend n'avoir jamais appris à lire les partitions. Il mémorise tout ce qu'il compose et joue à l'oreille. Son oreille, sa technique et sa dextérité lui permettent de faire une carrière internationale. Il est fameux pour son swing très personnel, mais le morceau lui ayant valu le statut de star du jazz est Misty, composé en 1954 et devenu un grand standard repris par des centaines d'interprètes dans le monde. Son disque le plus célèbre est Concert By The Sea, enregistré à Carmel en Californie en 1955.
Erroll Garner est un homme simple qui, outre le piano, aime bien plaisanter et cuisiner. Il joue toujours le siège de piano remonté au maximum, ou bien, si ce n'est pas suffisant, assis sur des annuaires de la ville de New York, avec pour conséquence une position des mains sur le clavier très verticale. Durant les dernières années de sa vie, il habite un appartement situé au-dessus du Carnegie Hall de New York.
Il continue de tourner en Europe, au Japon et en Australie de 1971 à 1974, participant en plus de ses concerts à plusieurs émissions de télévision.
Il fut propriétaire, avenue François-Godin au Touquet-Paris-Plage de la villa Misty, du nom du morceau instrumental qu'il composa en 1954, à l'origine de la chanson Misty.
À partir de 1974, atteint d'un cancer des poumons, il ne se produit plus sur scène. Il meurt des suites de sa maladie le 2 janvier 1977 à Los Angeles, à seulement 55 ans. Il est enterré à Pittsburgh, au cimetière d'Homewood.

## Style
Erroll Garner présente une grande variété de styles, mais en même temps est immédiatement reconnaissable. Dès ses débuts il utilise toutes les dynamiques du piano avec maîtrise et finesse, et montre un grand contrôle du son. Son style pianistique est très orchestral, influencé par les Big bands, à l'opposé de celui de Bud Powell. On peut relever dans son jeu des influences d'Art Tatum, de Fats Waller (à ses débuts, Garner joue dans un style proche du stride) ou encore d'Earl Hines pour son jeu en octaves. Autodidacte, ne sachant pas lire la musique, Garner jouait et composait à l'oreille. Cette approche est un de ses grands atouts : elle lui permet d'explorer l'harmonie et les arrangements d'une manière très originale et moderne.
Bien qu'elle soit capable de prouesses pyrotechniques, sa main gauche joue le plus souvent le rôle d'un instrument rythmique, marquant régulièrement les temps comme pourrait le faire un guitariste. Elle évoque Freddie Green, le guitariste de l'orchestre de Count Basie, que l'on surnommait « the clock » (la pendule). Garner ajoute souvent une note (une basse) en syncope sur le « et » du 3e temps. La main droite joue avec un subtil décalage rythmique par rapport à la main gauche, en arrière du temps, créant un swing énergique. La mélodie est souvent jouée en « block chords » à une main (il utilise parfois la technique des « block chords » à deux mains telle que pouvait la pratiquer George Shearing).
Garner est également très célèbre pour ses balades et leurs interprétations en arpèges, virtuose et rhapsodique, pouvant évoquer Liszt ou Debussy. C'est le premier à imposer ce style de jeu, que l'on peut entendre en particulier sur son enregistrement de Laura.
Pendant les chorus, son jeu est versatile et inventif. Plein d'humour, Garner plaçait très régulièrement des citations dans ses chorus, au point qu'on en oubliait presque quel morceau il jouait à l'origine.
Une autre caractéristique du jeu de Garner est, à l'instar de nombreux autres pianistes de jazz, sa façon de ponctuer son jeu par sa voix, souvent entre deux traits musicaux de sa main droite, ou s'amusant des citations qu'il plaçait,.

### Approche du trio
Accompagner Garner n'était pas tâche aisée : il était connu pour ne pas prévoir les morceaux qu'il allait jouer pendant un concert ; les introductions en solo qu'il effectuait souvent étaient en général assez abstraites ; autodidacte, il ne jouait pas toujours dans la « bonne » tonalité, ou utilisait des formes inhabituelles – la version de I’ll Remember April sur Concert By The Sea est sans doute la seule jamais enregistrée à être en forme AABA, au lieu du ABA habituel. Pour autant, on peut entendre que certains arrangements sont très travaillés – voir par exemple la mise en place rythmique au cordeau de la fin de Teach Me Tonight, sur Concert By The Sea.
La plupart du temps, ses bassistes et batteurs ne prennent pas de solos pendant les morceaux. À partir des années 1950, Garner s'entoure du percussionniste cubain Cándido Camero, que l'on peut entendre sur l'album Mambo Moves Garner de 1950, entièrement consacré au style mambo, très populaire à cette époque.

## Discographie
- 1945 : Serenade to « Laura » (Savoy MG-12003)
- 1947 : Giants of the Piano album regroupant sur une face Garner, sur l'autre Art Tatum (Vogue LP LAE 12209)
- 1948 : Early in Paris (Blue Music Group)
- 1949 : Penthouse Serenade (Savoy Records)
  - Erroll Garner (Joker LP BM 3718-3719)
- 1951 : Erroll Garner plays for dancing (Philips B 07622 R)
  - Solo flight (Philips B 07602 R)
  - Long Ago and Far Away (Columbia Records)
  - Erroll Garner at the Piano (Columbia CL535)
- 1954 : Mambo Moves Garner (Mercury MG20055)
  - Plays Misty (Mercury SR60662)
  - Gems (Columbia CL583)
  - Music for Tired Lovers, avec Woody Herman au chant (Columbia CL651)
- 1955 : Concert By The Sea (Columbia CL883)
  - Contrasts (en) (EmArcy)
  - Garnering (EmArcy)
  - Solitaire (Mercury)
  - Afternoon of an Elf (Mercury MG20090)
- 1956 : The One and Only Erroll Garner
  - The Most Happy Piano (Columbia CL939)
  - He's Here! He's Gone! He's Garner!
  - Gone Garner Gonest (Columbia)
  - The Greatest Garner (Atlantic 1227)
- 1957 : Other Voices, avec l'Orchestre de Cleveland (Columbia CL1014)
  - Soliloquy (Columbia CL1060)
- 1958 : Encores in Hi Fi (Columbia CL 1141)
  - Paris Impressions Vol.#1 (Columbia CL 1212)
  - Paris Impressions, double album (Columbia CL 1216)
- 1961 : One World Concert (Reprise R9-6080 B)
- 1962 : Informal Piano Improvisations (Baronet B-109)
- 1963 : A New Kind Of Love, avec orchestre dirigé par Leith Stevens (Phillips BL7595)
- 1964 : Mr. Erroll Garner and the Maxwell Davis Trio (Crown Records CLP-5404)
  - Erroll Garner Plays Gershwin and Kern (Mercury 826 224-2)
  - Serenade in Blue (Clarion 610[19])
  - Amsterdam Concert (Philips LP BL7717/632 204 BL)
- 1965 : Erroll Garner Plays (Ember LP FA 2011)
- 1966 : Campus Concert (MGM SE-4361)
- 1967 : That's my Kick (MGM SE-4463)
- 1968 : Up in Erroll's Room - featuring the Brass Bed (Vanguard NSLP 28123)
- 1970 : Feeling is Believing (Mercury SR61308)
- 1972 : Gemini (London XPS617)
- 1974 : Magician (London APS640)
- 1976 : The Elf-The Savoy Sessions, double album (Savoy SJL 2207)
- 1987 : Long Ago and Far Away
- 1991 : Body and Soul (Columbia CK47035)
- 2015 : The Complete Concert By the Sea (Sony Music Cmg B00ZJ5QXDO)
- 2016 : Ready Take One (Octave Music/Legacy Music 536331)